# Refugio nacional de vida silvestre de Cabo Rojo
El Refugio Nacional de Vida Silvestre de Cabo Rojo se encuentra en la parte suroeste del Estado Libre Asociado de Puerto Rico en el municipio de Cabo Rojo. Fue establecido en 1974, cuando 587 acres de tierra fueron obtenidos por el servicio de vida silvestre y pesca de EE. UU. que los tomó de la Agencia Central de Inteligencia, institución que había operado la Oficina del Caribe del Servicio de Difusión de Información Extranjera allí por varios años. Los 1.836 acres (7,43 kilómetros cuadrados) es un hábitat de refugio para varias especies de aves nativas en peligro de extinción incluyendo diversas especies de aves como la conocida como «Mariquita» de Puerto Rico o Capitán (Agelaius xanthomus).